# Hoss und Hopf
Hoss und Hopf (Eigenschreibweise Hoss & Hopf) ist ein deutscher Podcast der Finanzinfluencer Kiarash Hossainpour und Philip Hopf. Er verbindet Finanzthemen mit politischen und gesellschaftlichen Themen und gehört zu den meistgehörten Podcasts Deutschlands. Der Podcast wird als rechtspopulistisch oder rechtslibertär eingeordnet. Politikwissenschafter und Medien warfen den Podcastern wiederholt die Verbreitung von Falschinformationen und Verschwörungstheorien vor.

## Hintergrund
Kiarash Hossainpour, genannt Kian Hoss, und Heiner Philip Steven Hopf, genannt Philip Hopf, starteten den Podcast im September 2022. Zu Beginn gab es nach eigener Darstellung keine thematische Festlegung, die Podcaster sprachen über Wirtschaft, Politik, Alltägliches und andere Themen, die sie beschäftigten oder einem aktuellen Trend entsprachen.
Hossainpour, nach eigenen Angaben wohnhaft in Dubai, ist Influencer und spricht auf seinem YouTube-Kanal hauptsächlich über Kryptowährungen. Das Thema kommt auch im gemeinsamen Podcast vor. Sein Geld verdient er unter anderem mit Affiliate-Links von Kryptobörsen. Hopf betreibt eine Firma, die Finanzanalysen anbietet, und einen YouTube-Kanal, auf dem er ebenfalls Anlagestrategien vorstellt. Die Bundesanstalt für Finanzdienstleistungsaufsicht (BaFin) warnte im Januar 2024 vor BG Limited, die nach ihren Erkenntnissen auf ihrer Website ohne Erlaubnis Finanzdienstleistungen anbietet, und nahm Ermittlungen auf. Das Unternehmen wurde von Hossainpour beworben.
Der früher als „Stuttgarter“ bezeichnete Hopf wohnt laut eigener Angabe seit Herbst 2024 in Zürich.

## Verbreitung
Der Podcast erscheint zweimal wöchentlich und erreichte im Dezember 2023 obere Positionen auf den deutschsprachigen Podcastcharts der Streamingplattform Spotify. Er stand Mitte August 2024 auf Platz 15, in „Gesellschaft & Kultur“ auf Platz 2. Er hat insbesondere durch Ausschnitte, die durch User auf Instagram und TikTok publiziert werden, neben den eigentlichen Veröffentlichungsplattformen wie YouTube, iTunes und Spotify eine Millionenreichweite. Der YouTube-Kanal wuchs bis September 2024 auf über 317.000 Abos und 201 Videos.

### Marketing
Die Ausschnitte auf den Kurzvideoplattformen TikTok und Instagram, die zu einer weiteren Zuspitzung und Dramatisierung der Aussagen führten, wurden durch einen monatlichen Wettbewerb gefördert, der mit einer Gewinnchance verbunden war (vgl. growth hacking, Hinweis in der Quelle). Demnach erhielten Teilnehmer für das Video mit den meisten Aufrufen 500 Euro, weitere 2.000 Euro wurden unter allen Teilnehmern verteilt, deren Videos über eine Million Aufrufe erreichten.
Als Erfolgsrezept sieht Phil Göbel (Stern) das Spiel mit der Zweideutigkeit und den versteckten Informationen zwischen den Zeilen: „Wer die Anspielung versteht, gehört dazu. Ob das, worauf sie abzielt überhaupt stimmt, scheint nebensächlich.“ Hans-Peter Burghof hält die Verbindung von politischen und wirtschaftlichen Themen für charakteristisch. Die Influenzer erzeugten eine „gemeinsame Marke mit dem alles erklärenden Hopf an der Spitze, in der der Kunde in gewisser Weise auch gefangen wird (...) Und dann werden dem Kunden bestimmte Finanzprodukte nahegelegt. Das ist durchaus ein Geschäftsmodell, und das wird eben mit diesen politischen Themen verbunden.“

## Rezeption

### Mediale Rezeption
Belltower.News nannte Hoss und Hopf am 15. Juni 2023 in einem Artikel über Lifecoaches unter dem Titel „Wie neoliberale Männerfantasien den Weg in den Faschismus ebnen“. Die zwei würden in ihrem Podcast über den „Großen Austausch“ und die „mächtige Familie Rothschild“ sprechen. Screenshots kommentierte Belltower mit dem Satz: „Genau die gleichen Inhalte finden sich übrigens in jeder X-beliebigen Boomer-Querdenkengruppe auf Telegram“ und analysierte: 
Die Anschlussfähigkeit reaktionärer Ideologien wie Antifeminismus und Faschismus ist darin begründet, dass sie an Affekte appellieren: Kränkung, Wut oder Angst. Und gerade Ich-schwache, fragile Männer sind permanent von diesen Gefühlen betroffen. Dieser Typus Mann basiert den Großteil seiner Persönlichkeit auf der Identifikation mit einer patriarchalen und kapitalistischen Vorherrschaft [...]. 

Am 30. Januar 2024 schrieb Lehrer und Bildungsinfluencer Bob Blume in seiner Kolumne auf T-Online, die Influencer verbreiteten „Gift für die Jugend“, das er genauer als einen aus Amerika kommenden libertären Kapitalismus beschrieb, ähnlich dem Anarchokapitalismus: 
Diese beiden Männer verbreiten ein radikales Denken, das aus den USA nach Deutschland herüberschwappt und den Weg in rassistische Haltungen ebnet. [...] Scheinbar objektives Finanzwissen, männlich dominierte Esoterik und libertäres Denken [gehen] eine unheilige Allianz ein und sickern in das Denken von Schülerinnen und Schülern [...]
Nach Darstellung von ZDF Heute vom 16. Februar 2024 begann der „Wirbel“ um den Podcast mit einem Online-Artikel von Stern.de am 11. Februar 2024, in dem Katharina Linau die Erfahrung einer schockierten Mutter schildert, dass ihr Sohn durch den Kontakt mit dem Podcast mit „AfD-nahen“ Sprüchen aufgefallen sei. Auf den Sternartikel folgten zahlreiche Artikel mit scharfer Kritik, u. a. von Deutschlandfunk Nova, Der Spiegel, Zeit Online, Focus Online, Süddeutsche Zeitung und WDR. Die Einstellung der Podcaster wurde wiederholt als „rechtslibertär“ und AfD-nah eingeordnet. Man schrieb ihnen Verantwortung für die Verbreitung von Verschwörungstheorien unter Jugendlichen zu.
Weitere Medien schrieben über die Verbreitung von rechtspopulistischen Aussagen, Verschwörungstheorien und Falschmeldungen über u. a. den Klimawandel, Flüchtlingspolitik und Gesundheitsthemen durch den Podcast. Die Süddeutschen Zeitung stellte am 19. Februar dar, dass der Podcast eine inszenierte negative Wahrnehmung von einem desolaten Staat schaffe, die von den Podcastern ausgenutzt werde. Die Zeit warf dem Podcast am selben Tag vor, „rechtskonservative Parolen, manchmal garniert mit rassistischem Ressentiment oder einem antisemitischen Verschwörungsmythos“, zu verbreiten und den Klimawandel zu leugnen.
Am 25. Juni 2024 äußerte Mathias Greffrath in der taz, die Podcaster hätten ihre „faschistoiden Sprüche aus ihrer Anfangszeit [...] etwas zurückgefahren“ und tätigten weniger Äußerungen wie „Todesstrafe als hygienische Maßnahme gegen menschlichen Müll“, leugneten aber weiterhin unter anderem den Klimawandel. Laut Greffrath spricht der Podcast gezielt sinn- und orientierungssuchende Jugendliche an und verstärkt seit der breiteren öffentlichen Debatte sein Plädoyer für die AfD.
Als Zielsetzung ihres Podcasts gibt Philip Hopf die Reichweitengenerierung an. Zum Erreichen dieses Ziels trug, so Übermedien im August 2024, auch das Medienecho im Februar 2024 bei. Dieses umfasste nach Übermedien berechtigten Zuschreibungen wie rechtslibertär und Falschaussagevorwürfe für den Podcast, war aber auch teils ungenau und zuspitzend-oberflächlich. Die Gefahr, die von dem Podcast ausgeht, sei subtiler als plumper Rechtsextremismus. „Sie zu entlarven ist mehr Arbeit, als Falschaussagen oder offenen Rassismus anzuprangern.“ Für schnelle Online-Artikel über „gefährliche Krypto-Bros“, so Annika Schneider, eigne sich das Thema „Hoss & Hopf“ eher nicht, eher für ausführlichere Recherchen wie in der Zeit.
Der Tages-Anzeiger titelte nach einer Veranstaltung in Zürich: «Sie labern und labern und labern» Die Zeitung verwies dabei zunächst auf die Einschätzungen von Süddeutscher Zeitung und Welt („politisch-ökonomische Inkompetenz“, „Verbreitungseinrichtung schlimmster verschwörungstheoretischer Gemeinplätze“) und berichtete dann über die „endlose Aneinanderreihung von Binsenweisheiten und Kalendersprüchen“. Das Fazit des „vulgärdarwinistischen Habakuks“ von einem eintretenden Erfolg, wenn man nur genügend Wille dafür aufbringe, sei für Gescheiterte oder Glücklose gnadenlos und über diese Konsequenz verlören Hoss und Hopf kein Wort.

### TikTok
Besonders kritisch wurde im Februar 2024 die Verbreitung von Ausschnitten über ein Wettbewerbssystem auf der Kurzvideoplattform TikTok betrachtet. Die selektive Informationsauswahl und „rechte Wortwahl“ führten zu einer verzerrten Wahrnehmung. Als Reaktion auf diese Vorwürfe entfernte TikTok einen Kanal mit 160.000 Followern, der Inhalte des Podcasts veröffentlichte, wegen „gefährlicher Falschinformationen und gefährlicher Verschwörungstheorien“. Auf anderen Plattformen blieben die Inhalte noch verfügbar. Spotify bestätigte, dass die Inhalte des Podcasts nicht gegen die Regeln der Plattform verstießen, die beispielsweise gewalttätigen Extremismus verbieten. Laut einer Watson-Recherche von 2023 bieten Plattformen wie Spotify oder YouTube rechten Musikern eine Bühne, denn „sobald man sich einmal auf ein rechtes Profil verirr[e], [machten jene Plattformen] weitere Vorschläge in diese Richtung“.
Der medienpolitische Sprecher der baden-württembergischen AfD-Landtagsfraktion Ruben Rupp bewertete die Sperrung des TikTok-Kanals als „eine(n) der größten Zensur-Skandale der Bundesrepublik“ und forderte die sofortige Wiederherstellung. Erik Ahrens, Social-Media-Stratege der rechtsextremen Szene, schrieb in Bezug auf den Podcast, dass „rechtslibertäre Kryptobros [...] den Diskurs perfekt verschieben [können], weil sie Jugendliche mit Crypto, Bugattis etc. anlocken und ihnen das AfD-Mindset mitgeben. Aber am Ende werden nicht Libertäre die politische Ernte einfahren, sondern wir Rechten.“

### Politikwissenschaft
Hans-Peter Burghof bezeichnete am 17. Februar 2024 die Finanzanalysen von Hopf in dessen persönlichem Kanal als aus seiner Sicht „Kaffeesatzleserei“. Philip Hopf nutze die aktuelle Unzufriedenheit mit der Politik, um seinem Publikum auf verschiedenen Plattformen Zusammenhalt in der gemeinsamen Empörung zu schaffen. Die wirtschaftlichen Eigeninteressen dahinter seien, so Burghof, leicht zu erkennen. Die ursprüngliche allgemeine Kritik an beiden Influencern und ihrem gemeinsamen Podcast Hoss und Hopf in der Stuttgarter Zeitung wurde vom Deutschlandfunk und von der Tagesschau berichtigt und nur auf Philip Hopf eingeschränkt.
Der Politikwissenschaftler und baden-württembergische Beauftragte gegen Antisemitismus, Michael Blume, kritisierte in SWR Aktuell am 21. Februar 2024, auf der Suche nach Vorbildern gebe es in dem Podcast sehr schnell „Identifikationsmomente für junge Männer und männliche Jugendliche“ Er bezeichnete die Influencer insgesamt als „Verschwörungsunternehmer“, da sie daraus ein Geschäft machten und ordnete sie einer „libertäre(n) Verschwörungsmythologie des Geldes“ zu, die im Netz entstanden sei, in dem viele Anbieter im Kontext von Selbstoptimierung und Selbstfindung ihre Ideen verbreiten würden.

### Stellungnahme der Podcaster
Die Podcaster bezeichneten die breite öffentliche Berichterstattung als „koordinierte Medienattacke“ ohne allerdings für eine solche Beweise vorzulegen. Sie wiesen die Kritik lediglich nur zurück, vor allem die dargestellte AfD-Nähe, „rechtslibertäre“ Ausrichtung und Frauenfeindlichkeit. Hoss und Hopf kündigten laut SWR Aktuell Verbesserungen an, wollten mehr Faktenchecker einstellen und mit Hilfe von Gästen Dialog und Meinungsvielfalt ermöglichen. Hopf nahm die frühere Aussage zurück, Deutschland habe mehr Geflüchtete aufgenommen als alle anderen EU-Länder zusammen. Sie distanzierten sich laut SWR von dem Ansinnen, Reichweite durch Falschinformationen zu gewinnen und einen Ruf für verkürzte Informationen zu haben. Rechtslibertär oder sogar rechtsextrem zu sein würden sie als absurd zurückweisen, da Hossainpour iranischer Herkunft und Hopf mit einer Muslima aus Tunesien verheiratet sei. Jugendliche machten gemäß der Youtube-eigenen Auswertungsmöglichkeiten nur 0,4 Prozent ihrer Zuschauer aus. Informationen einordnen oder objektiv damit umgehen, so SWR Aktuell, hätten die Influencer nicht als Verpflichtung bezeichnet, da sie keine Journalisten seien.